# Llista d'espècies de dèsids
Aquesta és la llista d'espècies de dèsids, una família d'aranyes araneomorfes descrita per Pocock el 1895. Conté la informació recollida fins al 28 d'octubre del 2006 i hi ha citats 38 gèneres i 182 espècies. La seva distribució es concentra a Oceania i en algunes zones d'Àsia, Àfrica i Amèrica.

## Gèneres i espècies

### Badumna
Thorell, 1890
- Badumna arguta (Simon, 1906) (Queensland)
- Badumna bimetallica (Hogg, 1896) (Central Austràlia)
- Badumna blochmanni (Strand, 1907) (Nova Gal·les del Sud)
- Badumna exilis Thorell, 1890 (Java)
- Badumna exsiccata (Strand, 1913) (Austràlia)
- Badumna guttipes (Simon, 1906) (Victòria, Tasmània)
- Badumna hirsuta Thorell, 1890 (Java)
- Badumna hygrophila (Simon, 1902) (Queensland)
- Badumna insignis (L. Koch, 1872) (Japó fins a Tasmània, Nova Zelanda)
- Badumna javana (Strand, 1907) (Java)
- Badumna longinqua (L. Koch, 1867) (Austràlia Oriental, Nova Zelanda, EUA, Uruguai)
- Badumna maculata (Rainbow, 1916) (Queensland)
- Badumna microps (Simon, 1908) (Oest d'Austràlia)
- Badumna pilosa (Hogg, 1900) (Victòria)
- Badumna scalaris (L. Koch, 1872) (Queensland, Central Austràlia)
- Badumna senilella (Strand, 1907) (Austràlia)
- Badumna socialis (Rainbow, 1905) (Nova Gal·les del Sud)
- Badumna tangae Zhu, Zhang & Yang, 2006 (Xina)

### Canala
Gray, 1992
- Canala longipes (Berland, 1924) (Nova Caledònia)
- Canala magna (Berland, 1924) (Nova Caledònia)
- Canala poya Gray, 1992 (Nova Caledònia)

### Cicirra
Simon, 1886
- Cicirra decemmaculata Simon, 1886 (Tasmània)

### Colcarteria
Gray, 1992
- Colcarteria carrai Gray, 1992 (Nova Gal·les del Sud)
- Colcarteria kempseyi Gray, 1992 (Nova Gal·les del Sud)
- Colcarteria yessabah Gray, 1992 (Nova Gal·les del Sud)

### Desis
Walckenaer, 1837
- Desis crosslandi Pocock, 1902 (Zanzíbar, Madagascar)
- Desis formidabilis (O. P.-Cambridge, 1890) (Sud-àfrica)
- Desis galapagoensis Hirst, 1925 (Illes Galàpagos)
- Desis gardineri Pocock, 1904 (Laccadive)
- Desis hartmeyeri Simon, 1909 (Oest d'Austràlia)
- Desis inermis Gravely, 1927 (Índia)
- Desis japonica Yaginuma, 1956 (Japó)
- Desis kenyonae Pocock, 1902 (Victòria, Tasmània)
- Desis marina (Hector, 1877) (Nova Caledònia, Nova Zelanda, Illes Chatham)
- Desis martensi L. Koch, 1872 (Malàisia)
- Desis maxillosa (Fabricius, 1793) (Nova Guinea, Nova Caledònia)
- Desis risbeci Berland, 1931 (Nova Caledònia)
- Desis tangana Roewer, 1955 (Àfrica Oriental)
- Desis vorax L. Koch, 1872 (Samoa)

### Epimecinus
Simon, 1908
- Epimecinus alkirna Gray, 1973 (Oest d'Austràlia)
- Epimecinus humilis Berland, 1924 (Nova Caledònia)
- Epimecinus nexibilis (Simon, 1906) (Nova Caledònia)
- Epimecinus pullatus (Simon, 1906) (Nova Caledònia)

### Forsterina
Lehtinen, 1967
- Forsterina alticola (Berland, 1924) (Nova Caledònia)
- Forsterina annulipes (L. Koch, 1872) (Queensland, Nova Gal·les del Sud, Illa Lord Howe)
- Forsterina armigera (Simon, 1908) (Oest d'Austràlia)
- Forsterina cryphoeciformis (Simon, 1908) (Oest d'Austràlia)
- Forsterina koghiana Gray, 1992 (Nova Caledònia)
- Forsterina segestrina (L. Koch, 1872) (Nova Gal·les del Sud)
- Forsterina velifera (Simon, 1908) (Oest d'Austràlia)
- Forsterina virgosa (Simon, 1908) (Oest d'Austràlia)
- Forsterina vultuosa (Simon, 1908) (Oest d'Austràlia)

### Gasparia
Marples, 1956
- Gasparia busa Forster, 1970 (Nova Zelanda)
- Gasparia coriacea Forster, 1970 (Nova Zelanda)
- Gasparia delli (Forster, 1955) (Antipodes, Illes Auckland, Illes Campbell)
- Gasparia dentata Forster, 1970 (Nova Zelanda)
- Gasparia edwardsi Forster, 1970 (Nova Zelanda)
- Gasparia kaiangaroa Forster, 1970 (Illes Chatham)
- Gasparia littoralis Forster, 1970 (Nova Zelanda)
- Gasparia lomasi Forster, 1970 (Nova Zelanda)
- Gasparia mangamuka Forster, 1970 (Nova Zelanda)
- Gasparia manneringi (Forster, 1964) (Snares)
- Gasparia montana Forster, 1970 (Nova Zelanda)
- Gasparia nava Forster, 1970 (Nova Zelanda)
- Gasparia nebulosa Marples, 1956 (Nova Zelanda)
- Gasparia nelsonensis Forster, 1970 (Nova Zelanda)
- Gasparia nuntia Forster, 1970 (Nova Zelanda)
- Gasparia oparara Forster, 1970 (Nova Zelanda)
- Gasparia parva Forster, 1970 (Nova Zelanda)
- Gasparia pluta Forster, 1970 (Nova Zelanda)
- Gasparia rupicola Forster, 1970 (Nova Zelanda)
- Gasparia rustica Forster, 1970 (Nova Zelanda)
- Gasparia tepakia Forster, 1970 (Nova Zelanda)
- Gasparia tuaiensis Forster, 1970 (Nova Zelanda)

### Gohia
Dalmas, 1917
- Gohia clarki Forster, 1964 (Illes Campbell)
- Gohia falxiata (Hogg, 1909) (Illes Auckland)
- Gohia isolata Forster, 1970 (Nova Zelanda)
- Gohia parisolata Forster, 1970 (Nova Zelanda)

### Goyenia
Forster, 1970
- Goyenia electa Forster, 1970 (Nova Zelanda)
- Goyenia fresa Forster, 1970 (Nova Zelanda)
- Goyenia gratiosa Forster, 1970 (Nova Zelanda)
- Goyenia lucrosa Forster, 1970 (Nova Zelanda)
- Goyenia marplesi Forster, 1970 (Nova Zelanda)
- Goyenia multidentata Forster, 1970 (Nova Zelanda)
- Goyenia ornata Forster, 1970 (Nova Zelanda)
- Goyenia sana Forster, 1970 (Nova Zelanda)
- Goyenia scitula Forster, 1970 (Nova Zelanda)
- Goyenia sylvatica Forster, 1970 (Nova Zelanda)

### Hapona
Forster, 1970
- Hapona amira Forster, 1970 (Nova Zelanda)
- Hapona aucklandensis (Forster, 1964) (Nova Zelanda)
- Hapona crypta (Forster, 1964) (Nova Zelanda)
- Hapona insula (Forster, 1964) (Nova Zelanda)
- Hapona marplesi (Forster, 1964) (Nova Zelanda)
- Hapona moana Forster, 1970 (Nova Zelanda)
- Hapona momona Forster, 1970 (Nova Zelanda)
- Hapona muscicola (Forster, 1964) (Nova Zelanda)
- Hapona otagoa (Forster, 1964) (Nova Zelanda)
- Hapona paihia Forster, 1970 (Nova Zelanda)
- Hapona reinga Forster, 1970 (Nova Zelanda)
- Hapona salmoni (Forster, 1964) (Nova Zelanda)
- Hapona tararua Forster, 1970 (Nova Zelanda)

### Helsonia
Forster, 1970
- Helsonia plata Forster, 1970 (Nova Zelanda)

### Hulua
Forster & Wilton, 1973
- Hulua convoluta Forster & Wilton, 1973 (Nova Zelanda)
- Hulua manga Forster & Wilton, 1973 (Nova Zelanda)
- Hulua minima Forster & Wilton, 1973 (Nova Zelanda)
- Hulua pana Forster & Wilton, 1973 (Nova Zelanda)

### Laestrygones
Urquhart, 1894
- Laestrygones albiceris Urquhart, 1894 (Nova Zelanda)
- Laestrygones chathamensis Forster, 1970 (Illes Chatham)
- Laestrygones minutissimus (Hogg, 1909) (Illes Auckland, Illes Campbell)
- Laestrygones otagoensis Forster, 1970 (Nova Zelanda)
- Laestrygones setosus Hickman, 1969 (Tasmània)
- Laestrygones Oestlandicus Forster, 1970 (Nova Zelanda)

### Lamina
Forster, 1970
- Lamina minor Forster, 1970 (Nova Zelanda)
- Lamina montana Forster, 1970 (Nova Zelanda)
- Lamina parana Forster, 1970 (Nova Zelanda)
- Lamina ulva Forster, 1970 (Nova Zelanda)

### Lathyarcha
Simon, 1908
- Lathyarcha cinctipes (Simon, 1906) (Victòria)
- Lathyarcha inornata (L. Koch, 1872) (Queensland, Nova Gal·les del Sud)
- Lathyarcha tetrica Simon, 1908 (Oest d'Austràlia)

### Mangareia
Forster, 1970
- Mangareia maculata Forster, 1970 (Nova Zelanda)
- Mangareia motu Forster, 1970 (Nova Zelanda)

### Matachia
Dalmas, 1917
- Matachia australis Forster, 1970 (Nova Zelanda)
- Matachia livor (Urquhart, 1893) (Nova Zelanda)
- Matachia magna Forster, 1970 (Nova Zelanda)
- Matachia marplesi Forster, 1970 (Nova Zelanda)
- Matachia ramulicola Dalmas, 1917 (Nova Zelanda)
- Matachia similis Forster, 1970 (Nova Zelanda)

### Mesudus
Özdikmen, 2007 - (nom que substitueix el de Manawa Forster, 1970)
- Mesudus frondosa (Forster, 1970) (Nova Zelanda)
- Mesudus setosa (Forster, 1970) (Nova Zelanda)
- Mesudus solitaria (Forster, 1970) (Nova Zelanda)

### Myro
O. P.-Cambridge, 1876
- Myro jeanneli Berland, 1947 (Crozet)
- Myro kerguelenensis O. P.-Cambridge, 1876 (Kerguelen, Macquarie)
  - Myro kerguelenensis crozetensis Enderlein, 1909 (Crozet)
- Myro maculatus Simon, 1903 (Tasmània)
- Myro marinus (Goyen, 1890) (Nova Zelanda)
- Myro paucispinosus Berland, 1947 (Marion, Crozet)
- Myro pumilus Ledoux, 1991 (Crozet)

### Namandia
Lehtinen, 1967
- Namandia periscelis (Simon, 1903) (Tasmània)

### Neomyro
Forster & Wilton, 1973
- Neomyro amplius Forster & Wilton, 1973 (Nova Zelanda)
- Neomyro circe Forster & Wilton, 1973 (Nova Zelanda)
- Neomyro scitulus (Urquhart, 1891) (Nova Zelanda)

### Notomatachia
Forster, 1970
- Notomatachia cantuaria Forster, 1970 (Nova Zelanda)
- Notomatachia hirsuta (Marples, 1962) (Nova Zelanda)
- Notomatachia wiltoni Forster, 1970 (Nova Zelanda)

### Nuisiana
Forster & Wilton, 1973
- Nuisiana arboris (Marples, 1959) (Nova Zelanda)

### Ommatauxesis
Simon, 1903
- Ommatauxesis macrops Simon, 1903 (Tasmània)

### Otagoa
Forster, 1970
- Otagoa chathamensis Forster, 1970 (Nova Zelanda)
- Otagoa nova Forster, 1970 (Nova Zelanda)
- Otagoa wiltoni Forster, 1970 (Nova Zelanda)

### Panoa
Forster, 1970
- Panoa contorta Forster, 1970 (Nova Zelanda)
- Panoa fiordensis Forster, 1970 (Nova Zelanda)
- Panoa mora Forster, 1970 (Nova Zelanda)
- Panoa tapanuiensis Forster, 1970 (Nova Zelanda)

### Paramatachia
Dalmas, 1918
- Paramatachia ashtonensis Marples, 1962 (Nova Gal·les del Sud)
- Paramatachia cataracta Marples, 1962 (Nova Gal·les del Sud)
- Paramatachia decorata Dalmas, 1918 (Queensland)
- Paramatachia media Marples, 1962 (Victòria)
- Paramatachia tubicola (Hickman, 1950) (Sud d'Austràlia, Tasmània)

### Paratheuma
Bryant, 1940
- Paratheuma andromeda Beatty & Berry, 1989 (Cook)
- Paratheuma armata (Marples, 1964) (Illes Carolines fins a Samoa)
- Paratheuma australis Beatty & Berry, 1989 (Queensland, Fiji)
- Paratheuma insulana (Banks, 1902) (EUA, Índies Occidentals)
- Paratheuma interaesta (Roth & Brown, 1975) (Mèxic)
- Paratheuma makai Berry & Beatty, 1989 (Hawaii)
- Paratheuma ramseyae Beatty & Berry, 1989 (Cook)
- Paratheuma rangiroa Beatty & Berry, 1989 (Polynesia)
- Paratheuma shirahamaensis (Oi, 1960) (Corea, Japó)

### Phryganoporus
Simon, 1908
- Phryganoporus candidus (L. Koch, 1872) (Austràlia, Norfolk)
- Phryganoporus davidleei Gray, 2002 (Oest d'Austràlia, Sud d'Austràlia)
- Phryganoporus melanopygus Gray, 2002 (Oest d'Austràlia)
- Phryganoporus nigrinus Simon, 1908 (Oest d'Austràlia fins a Queensland)
- Phryganoporus vandiemeni (Gray, 1983) (Victòria, Tasmània)

### Pitonga
Davies, 1984
- Pitonga woolowa Davies, 1984 (Northern Austràlia)

### Porteria
Simon, 1904
- Porteria albopunctata Simon, 1904 (Xile)

### Rapua
Forster, 1970
- Rapua australis Forster, 1970 (Nova Zelanda)

### Syrorisa
Simon, 1908
- Syrorisa misella (Simon, 1906) (Nova Caledònia, Oest d'Austràlia)

### Taurongia
Hogg, 1901
- Taurongia ambigua Gray, 2005 (Victòria)
- Taurongia punctata (Hogg, 1900) (Victòria)

### Toxops
Hickman, 1940
- Toxops montanus Hickman, 1940 (Tasmània)

### Toxopsoides
Forster & Wilton, 1973
- Toxopsoides huttoni Forster & Wilton, 1973 (Nova Zelanda)

### Tuakana
Forster, 1970
- Tuakana mirada Forster, 1970 (Nova Zelanda)
- Tuakana wiltoni Forster, 1970 (Nova Zelanda)